# Modere
Modere, ранее Neways — компания сетевого маркетинга, занимается производством и распространением БАДов, косметики, бытовой химии.
Специалисты компании либо сами разрабатывают формулы для своих продуктов, либо приобретают патенты на их производство. Заводы по производству продукции Neways расположены в штатах Юта и Калифорния, США и в Новой Зеландии.

## История
История Neways началась более двадцати лет назад, когда основатели компании, Том Мауэр и Лесли Ди Мауэр, обнаружили, что большая часть продающихся средств личной гигиены содержат ряд потенциально вредных ингредиентов, и решили создать линию альтернативных средств личной гигиены без таких компонентов.
В 1992 году Neways стала корпорацией и начала быстро развиваться.
В сентябре 1992 года Neways приобрела активы ранее существовавшей компании «Images and Attitudes, Inc», на тот момент производившей единственный продукт — БАД «Quick Trim» (название было изменено на Quickly). В 1993 году это средство, которое позиционировалось производителем как средство от лишнего веса, было отозвано из продажи по приказу Food and Drug Administration. Образцы Quickly содержали значительную (не менее 33,5 мг) дозу фуросемида — рецептурного диуретика.
В тот год к успешной линии средств личной гигиены компания добавила ряд БАДов.
Затем в 1997 году был создан жидкий БАД «Maximol Solutions», который быстро стал лидером продаж Neways. Научных исследований в базе «Pubmed» данная добавка не имеет.
В 2003 году Neways закончила строительство новой штаб-квартиры в Спрингвилл, Юта, а позднее в этом же году открылся офис компании Neways в Германии.
В 2006 году инвестиционная компания «Голден Гейт Кэпитал» (Сан-Франциско) выкупила Neways по неназванной цене. По информации, опубликованной Bloomberg, «Голден Гейт Кэпитал» управляет активами приблизительно в 12 млрд долларов; также занималась инвестициями в Гербалайф.
По данным аналитиков Bloomberg, к концу 2011 года Neways имела значительные долги и находилась на грани банкротства.
В начале 2012 года компании «SAC Capital Advisors LP» и «Z Capital Partners LLC» рассматривали возможность получения контроля над Neways в результате реструктуризации долгов.
В 2014 году произошёл ребрендинг компании Neways. Теперь продукция выпускается под брендом Modere.

## Деятельность
Созданная в 1992 году в США, также представлена в 29 странах мира, включая Австралию, Новую Зеландию, Канаду, Израиль, Мексику, Японию.
В связи с расширением списка сильнодействующих и ядовитых веществ некоторые БАДы производства Neways из числа ранее разрешённых в России запрещались Роспотребнадзором, в частности, «По Д’Арко».
Также некоторые БАДы, содержащие перец опьяняющий (кава-кава, включён в список сильнодействующих и ядовитых веществ ПККН) — «Экстремин», «У-Фри», «Шангри Ла» — были запрещены в 2004 году.
В дальнейшем данные диетические добавки были сняты с производства и Neways перестал использовать кава-кава в производстве БАДов.

## Критика
- В 2004 Neways была оштрафована по обвинению в распространении фармацевтической продукции, которая содержит человеческий гормон роста, что противозаконно распространять без назначения врача[12].

- В 2005 основатели Томас и Лесли Мауэр были осуждены за налоговое мошенничество, они припрятали 4 млн долларов прибыли. Они также предоставили фальшивую кредитную квитанцию и врали специальному агенту IRS[13].

- В 2006 Томас был осужден до 33 месяцев тюрьмы и 3 лет следующего условного увольнения, а также обязывался уплатить 75 000 долларов в дополнение к уплате налоговых денег. Лесли была осуждена до 27 месяцев тюрьмы и следующих 3 лет условного увольнения и обязывалась уплатить 60 000 долларов[14].

- В 2008 году Японское правительство заставило Neways Japan Ltd прекратить новые поставки на протяжении трех месяцев (с 21 февраля по 20 мая) за то, что дистрибьюторы вводили в заблуждение покупателей, заявляя, будто продукция конкурентов может вызывать рак[15].